# Todd Bennett
Todd Anthony Bennett (* 6. Juli 1962 in Southampton, England; † 16. Juli 2013 ebenda) war ein britischer Leichtathlet.

## Werdegang
Todd Bennett war als 400-Meter-Läufer 1981 Junioreneuropameister. Später errang er seine größten Erfolge in der Halle und mit der 4-mal-400-Meter-Staffel des Vereinigten Königreichs. Bei Commonwealth Games startete er für England. Nach Angaben seines Teams Southampton Athletic Club erlag Bennett nach sechsmonatiger Krankheit einem Krebsleiden. Er hinterließ seine Frau und zwei Kinder.

## Endkampfplatzierungen

### Olympische Spiele
- 1984: Platz 2 über 4 × 400 m in 2:59,13 min (Kriss Akabusi, Garry Cook, Todd Bennett, Philip Brown)
- 1988: Platz 5 über 4 × 400 m in 3:02,00 min (Brian Whittle, Kriss Akabusi, Todd Bennett, Philip Brown)

### Weltmeisterschaften
- 1983: Platz 3 über 4 × 400 m in 3:03,53 min (Ainsley Bennett, Garry Cook, Todd Bennett, Philip Brown)
- 1985: Platz 2 über 400 m in 45,97 s (Hallenweltspiele)

### Europameisterschaften
- 1982: Platz 2 über 4 × 400 m in 3:00,68 min (David Jenkins, Garry Cook, Todd Bennett, Philip Brown)

### Halleneuropameisterschaften
- 1985: Platz 1 über 400 m in 45,56 s
- 1987: Platz 1 über 400 m in 46,81 s
- 1989: Platz 4 über 400 m in 47,16 s

### Commonwealth Games
- 1982: Platz 1 über 4 × 400 m in 3:05,45 min (Steve Scutt, Garry Cook, Todd Bennett, Philip Brown)
- 1982: Platz 5 über 400 m in 47,06 s
- 1986: Platz 1 über 4 × 400 m in 3:07,19 min (Kriss Akabusi, Roger Black, Todd Bennett, Philip Brown)
- 1986: Platz 2 über 200 m in 20,54 s